# Мне не хватает Сони Хени
«Мне не хватает Сони Хени» (серб. Недостаје ми Соња Хени; англ. I Miss Sonia Henie) — югославский документальный короткометражный фильм 1971 года, снятый группой известных кинорежиссёров. Традиционно относится критиками к т. н. «чёрной волне».

## Сюжет и история создания
Во время Белградского кинофестиваля 1971 года словенский режиссёр Карпо Ачимович-Година, вдохновившись идеей сценариста Бранко Вучичевича, попросил некоторых из участвующих гостей фестиваля снять 2-3-минутные сегменты c двумя актёрами, в которых персонажи так или иначе должны были произнести фразы «Мне не хватает Сони Хени» (цитату, также известную благодаря Снупи в комиксе Чарльза Шульца) и «Вот почему мы здесь».
Правила Годины запрещали любое движение камеры. Известно, что каждый из режиссёров снимал разные дубли, а Година редактировала отрывки, накладывая на них музыку из танцевальных номеров Хени (частично одно из выступлений фигуристки можно увидеть в самом конце).

## В ролях
- Соня Хени (архивные кадры)
- Брук Хейуорд
- Катрин Рувель
- Бранко Милицевич
- Добрила Стойнич
- Срджан Зеленович

## Реакция и критика
Фильм был запрещён к показу. В 2009 году его повторная премьера состоялась на МКФ в Салониках.
Сергей Кудрявцев крайне низко оценил фильм, поставив ему 1,5 балла, и отметил, что «…через два года после смерти Хени от лейкемии в возрасте 57 лет появился скандально-провокационный киноальманах под названием „Мне не хватает Сони Хени“, где ряд моментов носил почти порнографический характер. И как бы был осмеян легендарный романтически-приторный образ этой особы на льду и на экране».
Созданию фильма посвящена третья часть документального триптиха «Режиссёры второго  ФЕСТа», вышедшего в 2017 году.